# Gnathonemus longibarbis
Gnathonemus longibarbis és una espècie de peix africà del gènere Gnathonemus en la família Mormyridae. És nativa de la República Democràtica del Congo, Kenya i Burundi i està present en diverses conques hidrogràfiques d'Àfrica, com els llacs Victòria, Akagera, Kyoga, Tanganyika i Nabugabo, i el riu Malagarasi.

## Morfologia
D'acord amb la seva morfologia, es pot agrupar dins del grup de «peixos elefant», junt amb el Campylomormyrus i el Mormyrus, que posseeixen una extensió particularment prominent en la boca i per això popularment se'ls anomena «peixos de nas d'elefant»; aquesta extensió usualment consisteix en un allargament carnós flexible unit a la mandíbula inferior i que està equipada amb sensors de tacte i probablement de gust.
Pot aconseguir una grandària aproximada de 360 mm.

## Estat de conservació
Respecte a l'estat de conservació es pot indicar que d'acord amb la UICN aquesta espècie es pot catalogar en la categoria de «risc mínim (LC o LR/lc)»